# فایرستون
فایرستون (به انگلیسی: Firestone Tire and Rubber Company) شرکت آمریکایی تولید تایر می‌باشد که در سال ۱۹۰۰ توسط هاروی فایرستون تأسیس شد. فایرستون از پیشگامان عرصهٔ تایر خودرو و از نخستین تولیدکنندگان تایرهای لاستیکی می‌باشد.
هاروی اس. فایرستون، به طور کامل هاروی ساموئل فایرستون، (متولد 20 دسامبر 1868، کلمبیانا، اوهایو، ایالات متحده درگذشت 7 فوریه 1938، ساحل میامی، فلوریدا)، صنعتگر آمریکایی که به دلیل تأسیس شرکت Tire و Firestone شناخته شد. شرکت لاستیک، که برای حدود 80 سال یک تولید کننده بزرگ تایر در ایالات متحده بود.

## تاریخچه

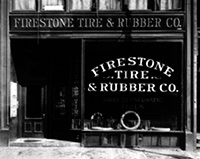
نخستین فروشگاه تایر ولوازم یدکی فایرستون

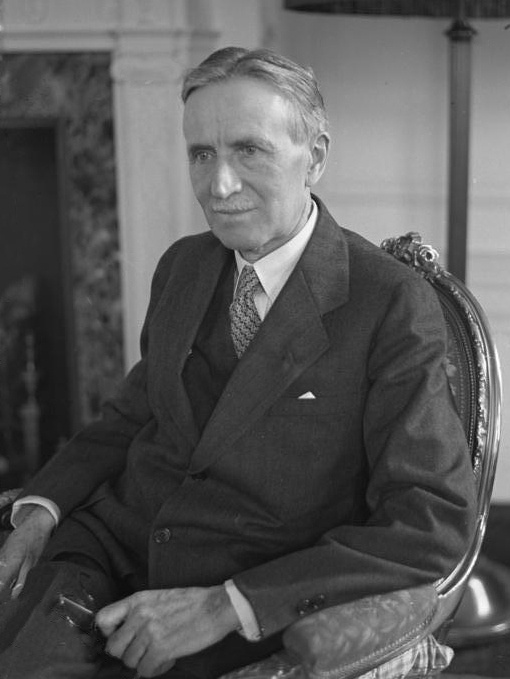
هاروی فایرستون در ۱۹۳۱

فایرستون در سوم اوت ۱۹۰۰ در اکرون اوهایو که زادگاه و مقر بسیاری از لاستیک و تایرسازی‌های معتبر جهان همچون شرکت گودیر می‌باشد، تأسیس شد و با ۱۲ کارمند کار خود را شروع کرد.
فایرستون و گودیر برای ۷۵ سال بزرگ‌ترین تأمین کنندگان تایر آمریکای شمالی بودند. در سال ۱۹۰۶ هنری فورد که دوست صمیمی هاروی فایرستون نیز بود، تایرهای فایرستون را برای فورد مدل تی، محصول انقلابی صنعت خودرو، برگزید و بدین صورت فایرستون بدل به یکی از بزرگ‌ترین شرکت‌های تولیدکنندهٔ تایر شد.
فایرستون در سال ۱۹۷۰ نخستین تایر رادیال خود را به بازار عرضه کرده بود. تایرهای رادیال ده سال پیش (در سال ۱۹۶۰) توسط میشلن اختراع شده بود.
این شرکت در سال ۱۹۸۸ به شرکت ژاپنی بریجستون فروخته شد.
Firestone Complete Auto Care زنجیره ای از فروشگاه های تعمیر و نگهداری خودرو است که در نشویل، تنسی در سال 1926 تأسیس شد

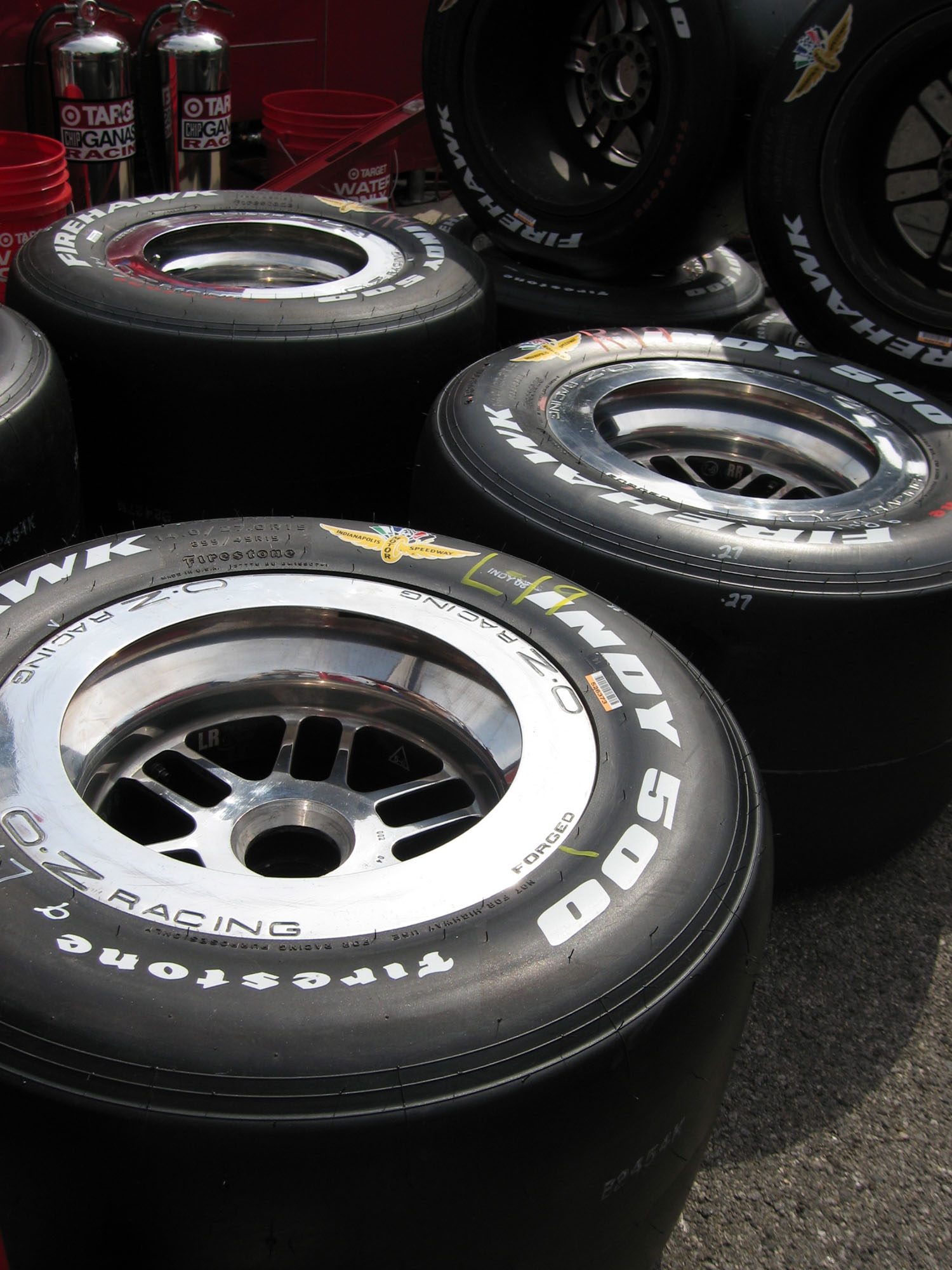
لاستیک فایرستون استفاده شده برای مسابقات ایندیاناپلیس ۵۰۰

## رسوایی‌ها

### کشتزارهای لیبریا
در پی اتهامات مربوط به بیگاری، برده‌داری، و تجارت برده در کلان‌کشتزار کائوچوی فایرستون، دولت لیبریا از جامعه ملل خواست که به این پرونده رسیدگی کند.
جامعه به همراه آمریکا و لیبریا کمیته‌ای برای بررسی این موضوع تشکیل داد.
در ۱۹۳۰، گزارش کمیته وجود بیگاری و برده‌داری را در فایرستون تأیید کرد. این گزارش نقش مقامات متعددی را در تجارت کارگر بی‌مزد را آشکار ساخت که موجب خشم عمومی در لیبریا و استعفای رئیس‌جمهور این کشور چارلز دی. بی. کینگ و معاونش شد. دولت لیبریا در پی این رویداد بیگاری و برده‌داری را ممنوع کرد و از آمریکا خواست به این کشور در اصلاحات اجتماعی کمک کند.